# Зов (Легенда о Корре)
«Зов» (англ. The Calling) — четвёртый эпизод четвёртого сезона американского мультсериала «Легенда о Корре».

## Сюжет
Джинора, Икки и Мило летят искать Корру. Сделав остановку, старшая сестра пытается медитировать, но не может найти Аватара, а остальные идут расспрашивать о ней в городе. Мило знакомится с девочкой Туен. На причале дети видят фотографию Корры у торговца, к которому Корра подходила полгода назад. Та тем временем после общения с Тоф отправляется за грибами для ужина. Наутро Джинора снова медитирует, а Мило выбросил все их припасы, и Икки отправляется в лес, злясь на брата и сестру. Там её хватают солдаты Кувиры. Они хотят найти всех детей Тензина, чтобы привести их начальнице и получить повышение. Корра идёт по болоту, и ей видятся Амон, Уналак и Захир. Мило травится фиолетовыми ягодами и идёт искать Икки с Джинорой. Их сестра находит общий язык с солдатами, и они рассматривают карту. Икки полагает, что Корра может быть на болоте. Приходят Мило и Джинора и освобождают Икки. Она извиняется перед солдатами, что её брат и сестра напали на них, а затем уходит с семьёй.
Тоф говорит с Коррой и советует ей отпустить старых врагов. Затем она ведёт её к Большому баньяну. Дети Тензина прилетают к болоту, но Джинора не чувствует присутствие Корры. Она хочет повернуть обратно, но лианы болота затягивает их вниз. Тоф приводит Аватара к центру болота, и девушка соприкасается с корнями, находя ругающихся Джинору, Икки и Мило. Джинора чувствует Корру, и дети летят к ней. Они мирятся между собой, знакомятся с Тоф и говорят Корре, что она нужна миру, дабы остановить Кувиру. Вечером Аватар не без усилий вытаскивает из своего тела остатки металлического яда и теперь снова может входить в состояние Аватара. Они прощаются со старушкой и улетают с болота на бизоне.

## Отзывы

Динамика оценок IGN к эпизодам 4 сезона мультсериала

Макс Николсон из IGN поставил эпизоду оценку 8,7 из 10 и написал, что «на этой неделе „Легенда о Корре“ очень напоминала приключения старого Аватара». Оливер Сава из The A.V. Club дал серии оценку «B-» и отметил, что «дети Тензина очаровательны, но у них нет особенно интересной истории». Он добавил, что «Джинора, пожалуй, самая интригующая, потому что она самая старшая и раньше привлекала внимание, но Икки и Мило в основном использовались как комические персонажи, что не придаёт им особой глубины в этом эпизоде».
Майкл Маммано из Den of Geek вручил эпизоду 4 звезды из 5 и посчитал, что «эта серия, возможно, была не самой динамичной или напряжённой, но она была забавной и неожиданно ностальгической, имея в себе отсылки к „Аватару“». Ноэл Киркпатрик из Yahoo! написал, что больше всего в эпизоде ему понравилась Икки.
Главный редактор The Filtered Lens, Мэтт Доэрти, поставил серии оценку «A-» и назвал финальную сцену с вытаскиванием яда «лучшей» в эпизоде. Мордикай Кнод из Tor.com написал, что «Мило может иметь наиболее явное сходство с Аангом», но «этот эпизод убедил» его, что «Икки единственная, кто унаследовала его мировоззрение и характер». Мэтт Пэтчес из ScreenCrush похвалил сценаристку Кэти Маттилу, посчитав её «экспертом по семейным вопросам».